# Врбіна-Голяре
Врбіна-Голяре (словац. Vrbina-Holiare) — меліоративний канал; впадає у канал Чичов-Голяре, протікає в округах Дунайська Стреда і Комарно.
Довжина приблизно 5.7-5.8 км. Витік знаходиться на висоті 109 метрів в Дунайській рівнині. Впадають Ізопський канал і Ганський канал.
Протікає територією міста Вельки Медер і сіл Чилижська Радвань та Чичов. Впадає на висоті 108 метрів у канал Чичов-Голяре.